# اوی
اوی (به پرتغالی: Oi) بزرگترین شرکت مخابرات برزیل و پس از شرکت مکزیکی آمریکا موویل، دومین شرکت مخابراتی در آمریکای لاتین است، که در زمینه ارائه خدمات تلفن ثابت، تلفن همراه و اینترنت فعالیت می‌کند.
شرکت اوی در سال ۱۹۹۸ تأسیس شد و هم‌اکنون در شهرهای ریو د ژانیرو، میناس گرایس، اسپیریتو سانتو، باهیا، سرژیپه، آلاگواس، پرنامبوکو، پارائیبا، ریوگرانده دو نورتی، پیاوی، سئارا، مارانیائو، پارا، آمازوناس، آماپا و رورایما فعالیت می‌کند و انحصار بیش از ۶۵٪ از بازار مخابراتی برزیل را در اختیار دارد.
شرکت مخابراتی اوی همچنین ارائه‌کننده خدماتی چون؛ نسل سوم شبکه تلفن همراه، خط دیجیتال مشترک نامتقارن، هات‌اسپات (وای-فای)، صدا روی پروتکل اینترنت و تلویزیون پولی می‌باشد.
دفتر مرکزی این شرکت در شهر ریو د ژانیرو، برزیل قرار دارد و بخشی از سهام آن در بازارهای بورس نیویورک و بورس سائوپائولو معامله می‌شود. بزرگترین سهام‌دار این شرکت؛ پرتغال تلکام است.